# Itsukaichi
Itsukaichi (五日市町, Itsukaichi-machi, litt. « Ville du cinquième jour ») est un ancien bourg du Japon du district de Nishitama ayant existé jusqu'au 1er septembre 1995, date de sa fusion avec Akigawa pour former la ville d'Akiruno.

## Géographie
Itsukaichi est situé à environ 56 km du centre-ville de Tokyo et est connu pour sa culture de konjac.

### Hydrographie
La ville est traversée par la rivière Aki (en) et est situé dans son bassin. 

### Climat
Son climat est plutôt froid, avec une température moyenne de 11.2℃, la température moyenne la plus basse de la région. Son niveau de précipitation est aussi plus élevé que la moyenne de Tokyo.

## Symboles
Son arbre officiel est le hinoki, sa fleur officielle, l'ume, et son oiseau, la bergeronnette.
Son symbole est adopté en avril 1965. La spirale représente le chiffre « cinq » dans le nom du bourg (5 s'écrit avec le caractère kanji 五 en japonais), tandis que le cercle au centre représente la paix et l'harmonie. Un drapeau comprenant le même symbole est adopté en octobre de la même année,.

## Histoire
Itsukaichi était auparavant une ville dont l'économie tournait autour de l'industrie du charbon de bois. L'industrie a débuté lorsque des fermiers ont vendu du charbon de bois de leurs maisons à Hinohara vers la fin de l'époque Sengoku. Cependant, à l'arrivée de l'ère Showa, le commerce n'était plus rentable et est donc progressivement abandonné. Le 1er avril 1889, le bourg d'Itsukaichi et le village de Konakano (小中野村, Konakano-mura) fusionnent à la décision des conseils d'administration des deux entités pour devenir le bourg d'Itsukaichi. Le 1er avril 1893, le district de Nishitama, dans lequel est situé Itsukaichi, ainsi que les districts de Minamitama et Kitatama (en) sont incorporés dans la préfecture de Tokyo à partir de la préfecture de Kanagawa. Le 1er décembre 1918, les villages de Mitsusato (ja) et Meiji (ja) sont fusionnés à Itsukaichi. Le 21 avril 1925, la compagnie Itsukaichi Railway (ja) est fondée pour desservir la ville ; elle est devenue en 1944 la ligne Itsukaichi. En 1943, Tokyo et la préfecture de Tokyo sont fusionnés pour créer la région métropolitaine de Tokyo. Le 1er avril 1955, les villages de Masuto (ja), Tokura (ja) et Komiya (ja) sont incorporés à Itsukaichi. En 1995, c'est au tour d'Itsukaichi d'être dissout, après avoir fusionné avec Akigawa pour former la nouvelle ville d'Akiruno,,.

## Personnes notables
- Tsutomu Miyazaki (1962-2008), tueur en série japonais.